# Trattato sulla Carta dell'Energia
Il Trattato sulla Carta dell'Energia è un accordo internazionale che stabilisce un quadro multilaterale per la cooperazione nell'industria dell'energia, e dei combustibili fossili in particolare, da parte di nazioni confinanti. Il trattato copre tutti gli aspetti delle attività commerciali concernenti l'energia, come il commercio, il trasporto, gli investimenti e l'efficienza energetica. Nel testo vengono fornite procedure per la risoluzione di dispute tra Stati firmatari del trattato e tra Stati e investitori di altri Stati, che hanno fatto investimenti sul territorio dei primi.
Inizialmente, dopo la fine della guerra fredda, la Carta sull'Energia mirava a integrare i settori energetici dell'Unione Sovietica e dell'Europa orientale nel più ampio mercato europeo e mondiale. Il suo ruolo, tuttavia, si estendeva oltre la cooperazione tra occidente e oriente trattando, attraverso strumenti legali, il commercio libero nel mercato energetico globale e la non-discriminazione al fine di incentivare investimenti esteri diretti e il commercio transfrontaliero.
Negli anni recenti, il trattato è stato criticato perché può essere un ostacolo nell'attuazione di politiche nazionali contro il cambiamento climatico, e perché disincentiva i governi nazionali a prendere misure in accordanza ai nuovi trattati internazionali sul clima, come l'accordo di Parigi, per evitare di subire una notevole perdita finanziaria.
In rete sono disponibili le versioni complete del trattato nelle varie forme.

## Obiettivi
La carta mira a:
- stabilire relazioni (energetiche) sane tra l'UE e l'est europeo
- creare condizioni stabili e trasparenti per gli investitori stranieri
- introdurre la clausola della nazione più favorita a tutti i membri
- facilitare il transito di materie prime e prodotti energetici
- risolvere le controversie tra stati e tra stati e investitori